# Mortes em fevereiro de 2020
Mortes em 2020: ← Janeiro – Fevereiro – Março – Abril – Maio – Junho – Julho – Agosto – Setembro – Outubro – Novembro – Dezembro →
Esta é uma relação de pessoas notáveis que morreram durante o mês de fevereiro de 2020, listando nome, nacionalidade, ocupação e ano de nascimento.

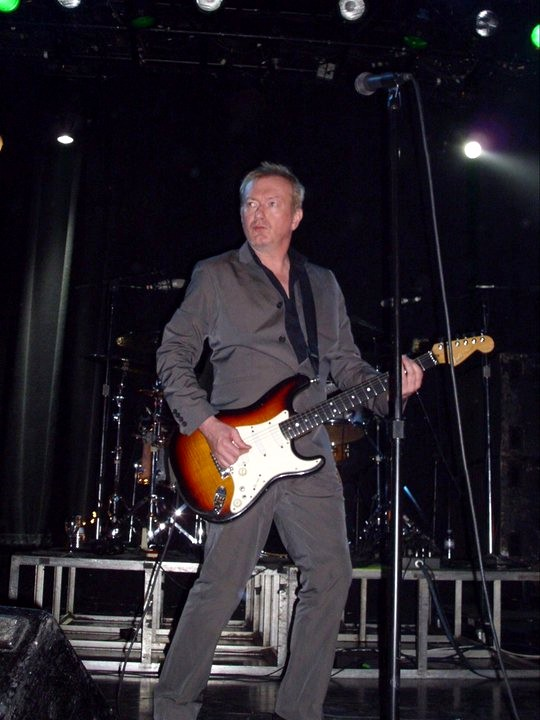
Andy Gill, músico e produtor musical britânico

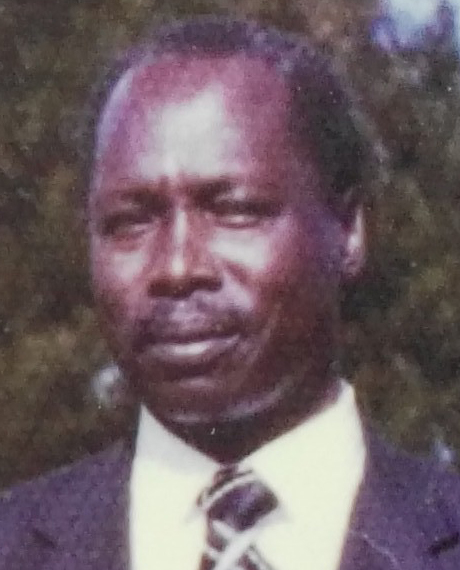
Daniel arap Moi, político queniano.

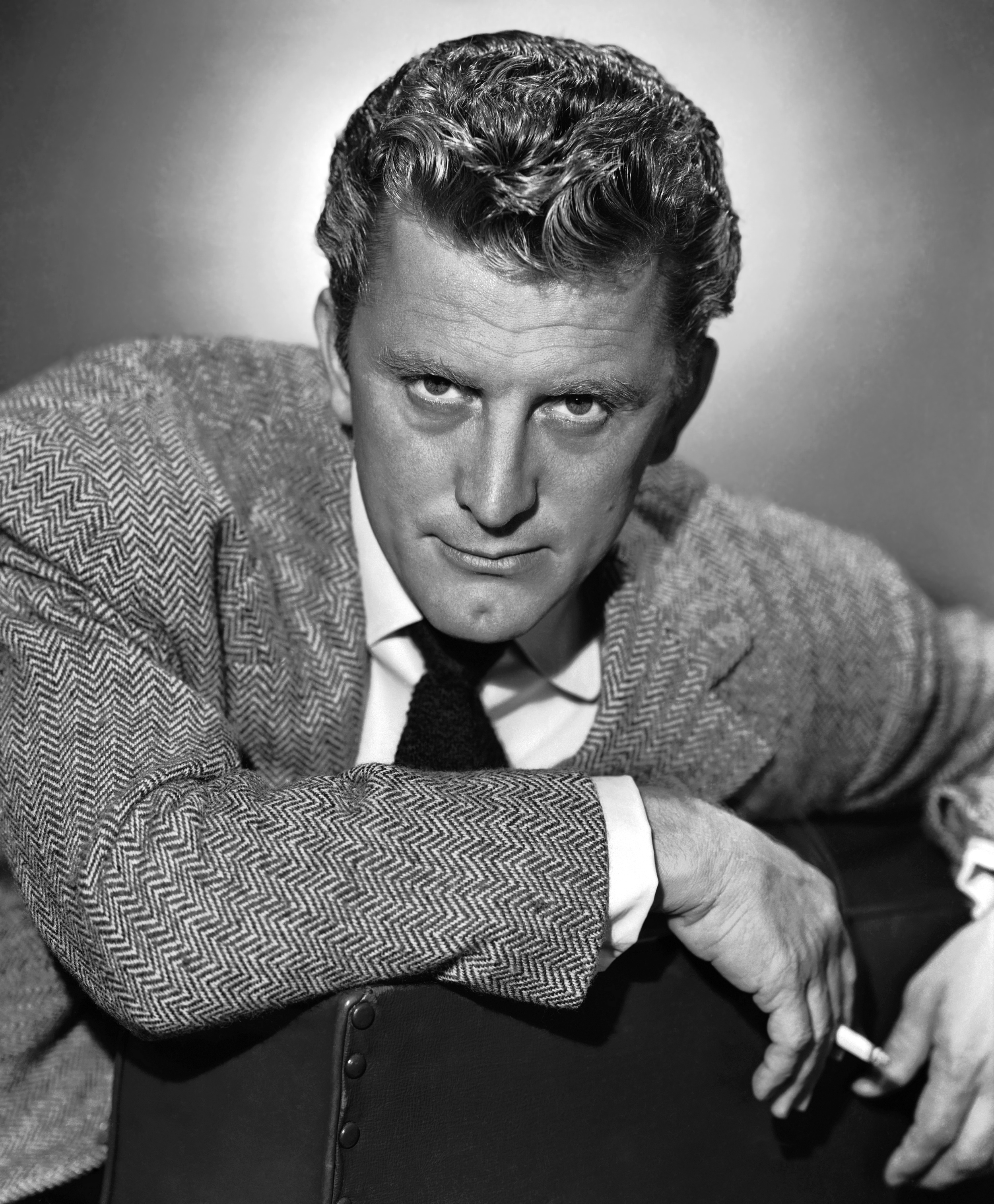
Kirk Douglas, ator norte-americano.

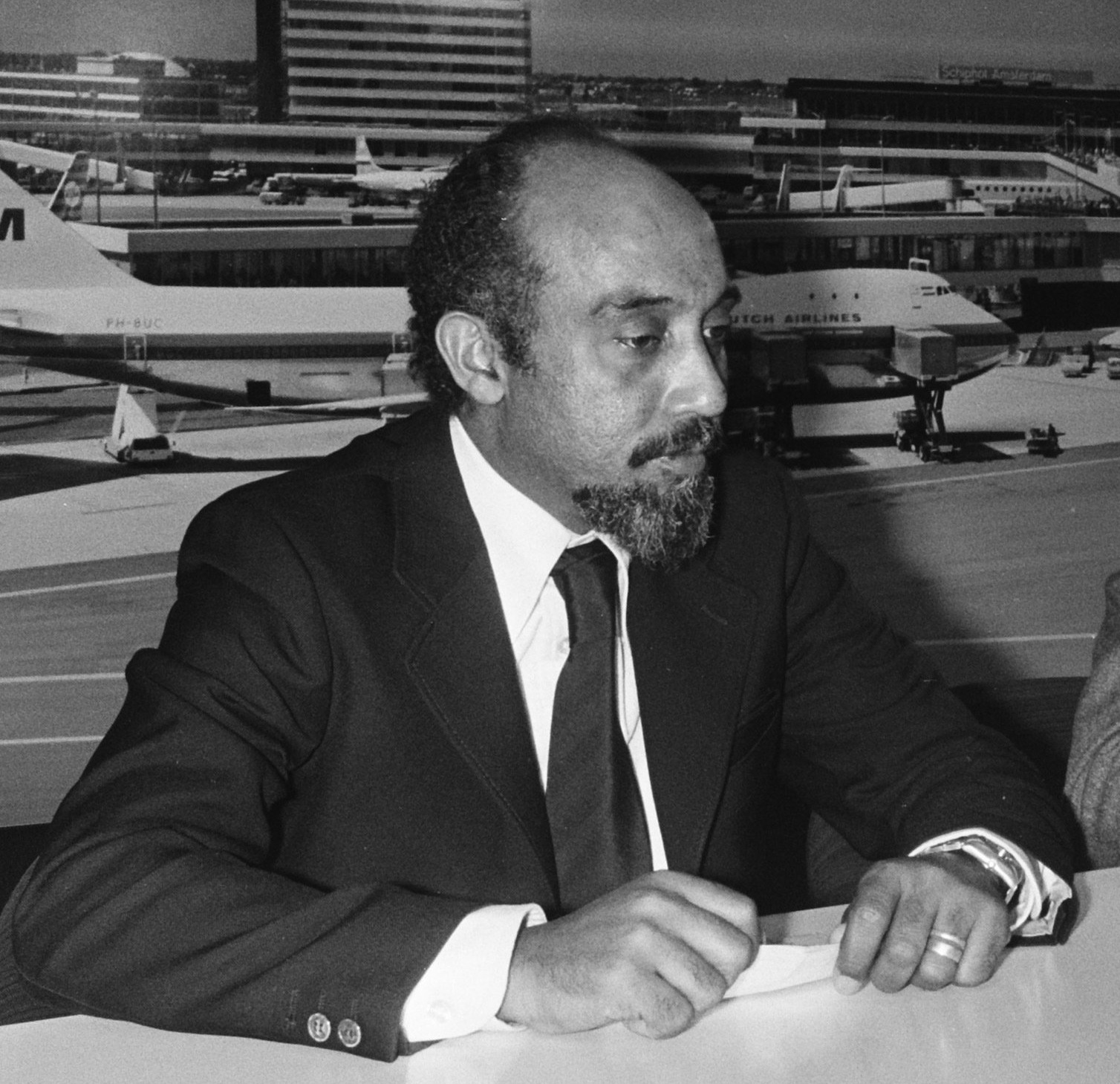
Marcelino dos Santos, político e poeta moçambicano.

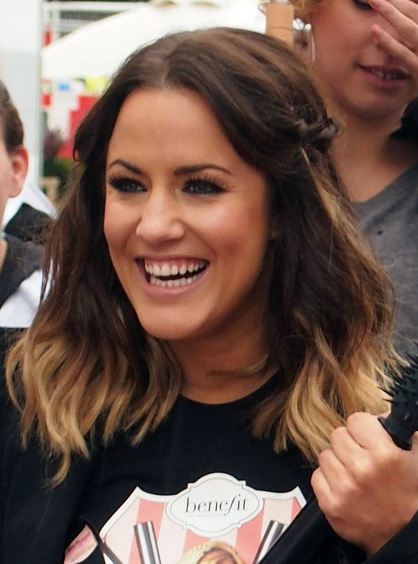
Caroline Flack, apresentadora britânica.

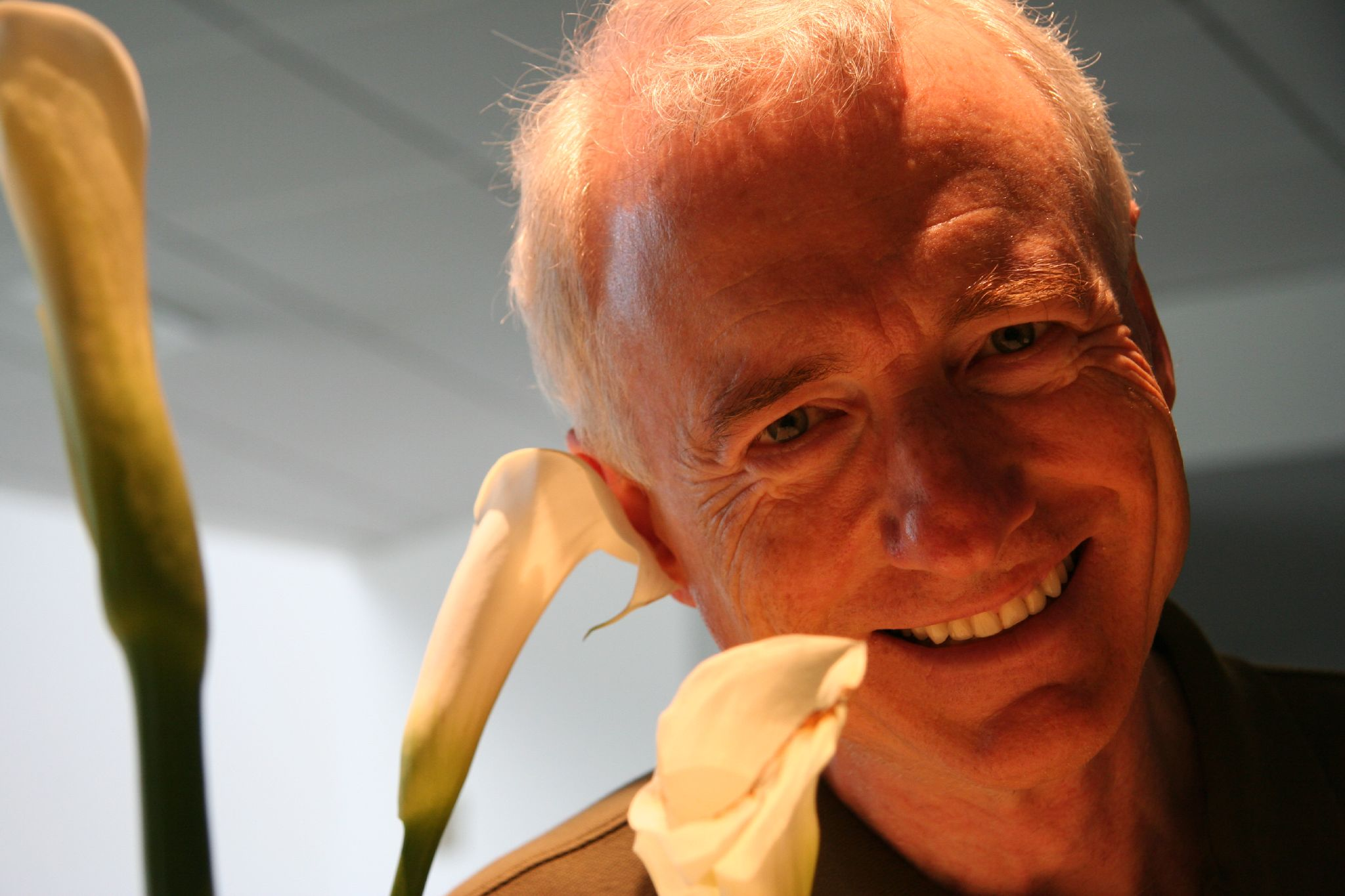
Larry Tesler, cientista da computação estadunidense.

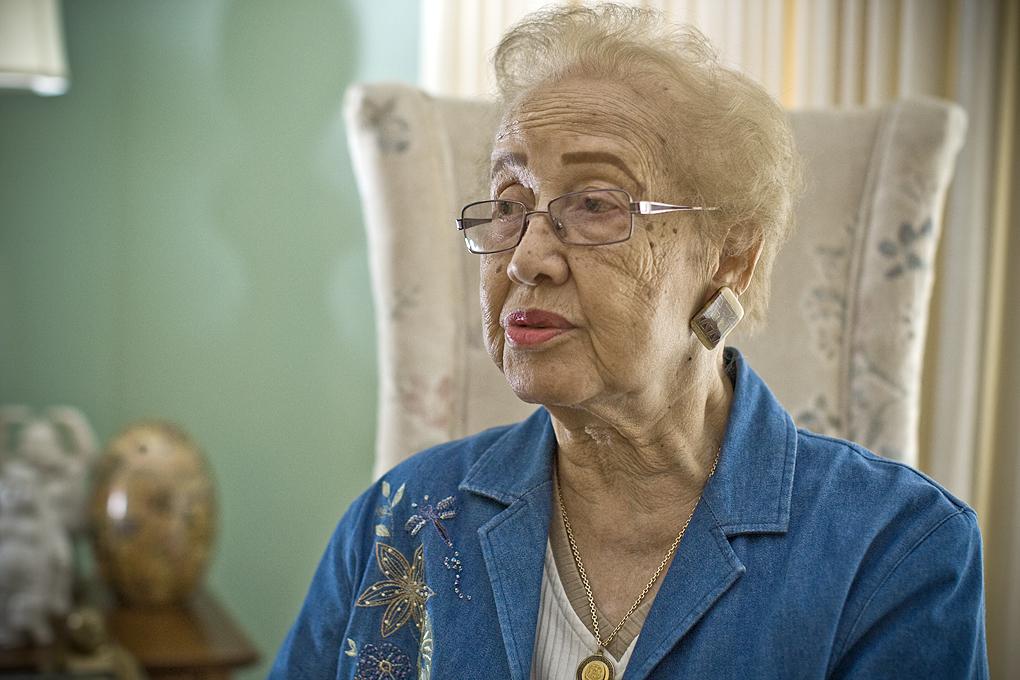
Katherine Johnson, matemática e física norte-americana.

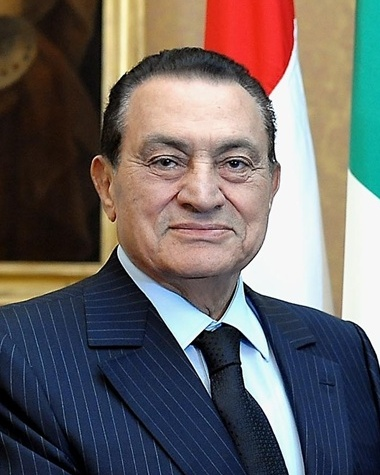
Hosni Mubarak, político e militar egípcio.

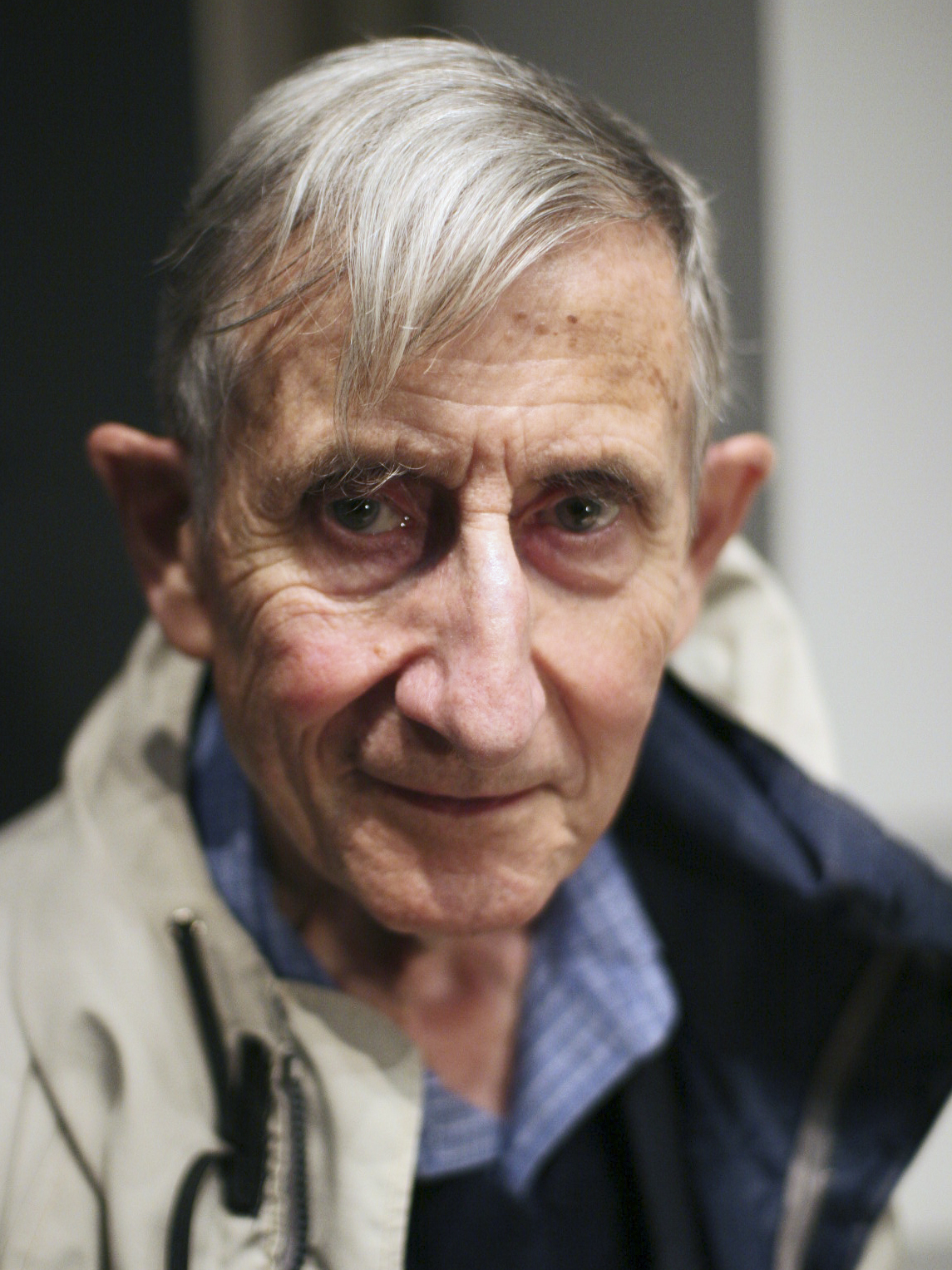
Freeman Dyson, físico britânico-estadunidense.

| Dia | Nome                           | Profissão ou motivo de reconhecimento      | Nacionalidade               | Nasc.        | Ref    |
| --- | ------------------------------ | ------------------------------------------ | --------------------------- | ------------ | ------ |
| 1   | Andy Gill                      | Músico                                     | Reino Unido                 | 1956         | [ 1 ]  |
| 2   | Ivan Kral                      | Músico e compositor                        | Estados Unidos/ Chéquia     | 1948         | [ 2 ]  |
| 2   | Fernanda Benvenutty            | Enfermeira e ativista                      | Brasil                      | 1962         | [ 3 ]  |
| 2   | Bernard Ebbers                 | Empresário                                 | Canadá                      | 1941         | [ 4 ]  |
| 2   | Enemésio Angelo Lazzaris       | Bispo                                      | Brasil                      | 1948         | [ 5 ]  |
| 2   | Nelson do Carmo                | Empresário e político                      | Brasil                      | 1931         | [ 6 ]  |
| 3   | George Steiner                 | Crítico literário                          | França                      | 1929         | [ 7 ]  |
| 3   | Gene Reynolds                  | Ator, diretor, roteirista e produtor       | Estados Unidos              | 1923         | [ 8 ]  |
| 3   | Manuel Carreira                | Sacerdote, filósofo e astrofísico          | Espanha                     | 1931         | [ 9 ]  |
| 4   | Daniel Toroitich arap Moi      | Político                                   | Quênia                      | 1924         | [ 10 ] |
| 4   | Asa Branca                     | Locutor                                    | Brasil                      | 1962         | [ 11 ] |
| 4   | Ljiljana Petrović              | Cantora                                    | Sérvia                      | 1939         | [ 12 ] |
| 4   | Benito Sarti                   | Futebolista                                | Itália                      | 1936         | [ 13 ] |
| 4   | Kamau Brathwaite               | Poeta e acadêmico                          | Barbados                    | 1930         | [ 14 ] |
| 4   | Eugen Pleško                   | Ciclista                                   | Croácia                     | 1948         | [ 15 ] |
| 5   | Stanley Cohen                  | Bioquímico                                 | Estados Unidos              | 1922         | [ 16 ] |
| 5   | Kirk Douglas                   | Ator                                       | Estados Unidos              | 1916         | [ 17 ] |
| 6   | André Neles                    | Futebolista                                | Brasil/ Guiné Equatorial    | 1978         | [ 18 ] |
| 6   | Nello Santi                    | Maestro                                    | Itália                      | 1931         | [ 19 ] |
| 6   | Qiu Jun                        | Fisiculturista                             | China                       | 1948         | [ 20 ] |
| 7   | Li Wenliang                    | Médico                                     | China                       | 1986         | [ 21 ] |
| 7   | Raphaël Coleman                | Ator                                       | Reino Unido                 | 1994         | [ 22 ] |
| 7   | Carlinhos Maracanã             | Contraventor                               | Brasil/ Portugal            | 1926         | [ 23 ] |
| 7   | Ann E. Todd                    | Atriz                                      | Estados Unidos              | 1931         | [ 24 ] |
| 8   | Robert Conrad                  | Ator                                       | Estados Unidos              | 1935         | [ 25 ] |
| 9   | João Malaca Casteleiro         | Professor e investigador                   | Portugal                    | 1936         | [ 26 ] |
| 9   | Mirella Freni                  | Cantora                                    | Itália                      | 1935         | [ 27 ] |
| 9   | Alcyr Guimarães                | Músico, biomédico e professor              | Brasil                      | 1951 ou 1953 | [ 28 ] |
| 9   | Carlos Julio Pereyra           | Político, professor e escritor             | Uruguai                     | 1922         | [ 29 ] |
| 9   | Adriano Magalhães da Nóbrega   | Miliciano                                  | Brasil                      | 1977         | [ 30 ] |
| 10  | Rubén Selmán                   | Árbitro de futebol                         | Chile                       | 1963         | [ 31 ] |
| 10  | Álvaro Barreto                 | Politico                                   | Portugal                    | 1936         | [ 32 ] |
| 10  | Jeferson Morais                | Jornalista e político                      | Brasil                      | 1961         | [ 33 ] |
| 11  | Marcelino dos Santos           | Político e poeta                           | Moçambique                  | 1929         | [ 34 ] |
| 11  | Joseph Vilsmaier               | Cineasta                                   | Alemanha                    | 1939         | [ 35 ] |
| 11  | George Coyne                   | Sacerdote e astrônomo                      | Estados Unidos              | 1933         | [ 36 ] |
| 11  | Yasumasa Kanada                | Matemático                                 | Japão                       | 1949         | [ 37 ] |
| 11  | Katsuya Nomura                 | Beisebolista                               | Japão                       | 1935         | [ 38 ] |
| 12  | Tamás Wichmann                 | Canoísta                                   | Hungria                     | 1948         | [ 39 ] |
| 12  | Geert Hofstede                 | Psicólogo                                  | Países Baixos               | 1928         | [ 40 ] |
| 13  | Damásio de Jesus               | Jurista                                    | Brasil                      | 1935         | [ 41 ] |
| 13  | Rajendra Pachauri              | Cientista                                  | Índia                       | 1940         | [ 42 ] |
| 13  | Valeriy Butenko                | Árbitro de futebol                         | Rússia                      | 1941         | [ 43 ] |
| 13  | Michael Berridge               | Bioquímico e fisiologista                  | Reino Unido                 | 1938         | [ 44 ] |
| 13  | Carlo de Leeuw                 | Futebolista                                | Países Baixos               | 1960         | [ 45 ] |
| 14  | Ivo Cocconi                    | Futebolista                                | Itália                      | 1929         | [ 46 ] |
| 15  | Caroline Flack                 | Apresentadora de televisão                 | Reino Unido                 | 1979         | [ 47 ] |
| 16  | Tony Fernández                 | Beisebolista                               | República Dominicana        | 1962         | [ 48 ] |
| 16  | Tozé Martinho                  | Ator e argumentista                        | Portugal                    | 1947         | [ 49 ] |
| 16  | Barry Hulshoff                 | Futebolista e treinador                    | Países Baixos               | 1946         | [ 50 ] |
| 16  | Zoe Caldwell                   | Atriz                                      | Austrália                   | 1933         | [ 51 ] |
| 16  | John Liebenberg                | Fotojornalista                             | África do Sul               | 1958         | [ 52 ] |
| 16  | Larry Tesler                   | Cientista da computação                    | Estados Unidos              | 1945         | [ 53 ] |
| 17  | Harry Gregg                    | Futebolista e treinador                    | Reino Unido                 | 1932         | [ 54 ] |
| 17  | Kizito Mihigo                  | Cantor, compositor e organista             | Ruanda                      | 1981         | [ 55 ] |
| 17  | Mário da Graça Machungo        | Político                                   | Moçambique                  | 1940         | [ 56 ] |
| 17  | Eno Steiner                    | Político                                   | Brasil                      | 1946         | [ 57 ] |
| 19  | Pop Smoke                      | Rapper                                     | Estados Unidos              | 1999         | [ 58 ] |
| 19  | José Mojica Marins             | Ator e cineasta                            | Brasil                      | 1936         | [ 59 ] |
| 19  | Beatriz Bonnet                 | Atriz                                      | Argentina                   | 1930         | [ 60 ] |
| 20  | Jean-Claude Pecker             | Astrofísico                                | França                      | 1923         | [ 61 ] |
| 20  | Joaquim Pina Moura             | Economista e político                      | Portugal                    | 1952         | [ 62 ] |
| 21  | Vasco Pulido Valente           | Ensaísta, escritor e comentarista político | Portugal                    | 1941         | [ 63 ] |
| 21  | Claudia Telles‎                 | Cantora e compositora                      | Brasil                      | 1957         | [ 64 ] |
| 21  | Tao Porchon-Lynch              | Atriz, escritora e mestre de ioga          | Estados Unidos              | 1918         | [ 65 ] |
| 21  | Ilídio Pinto Leandro           | Bispo                                      | Portugal                    | 1950         | [ 66 ] |
| 21  | José Carlos Saldanha           | Cidadão                                    | Moçambique/ Portugal        | 1965         | [ 67 ] |
| 22  | Mike Hughes                    | Dublê                                      | Estados Unidos              | 1956         | [ 68 ] |
| 23  | Chitetsu Watanabe              | Supercentenário                            | Japão                       | 1907         | [ 69 ] |
| 23  | Gilson Menezes‎                 | Político e metalúrgico                     | Brasil                      | 1949         | [ 70 ] |
| 23  | János Göröcs‎                   | Futebolista                                | Hungria                     | 1939         | [ 71 ] |
| 24  | Katherine Johnson‎              | Matemática e física                        | Estados Unidos              | 1918         | [ 72 ] |
| 24  | Jan Kowalczyk                  | Ginete                                     | Polónia                     | 1941         | [ 73 ] |
| 24  | Jahn Teigen                    | Cantor                                     | Noruega                     | 1949         | [ 74 ] |
| 24  | Clive Cussler                  | Escritor                                   | Estados Unidos              | 1931         | [ 75 ] |
| 24  | Marcus Odilon Ribeiro Coutinho | Politico                                   | Brasil                      | 1939         | [ 76 ] |
| 25  | Hosni Mubarak                  | Político e militar                         | Egito                       | 1928         | [ 77 ] |
| 25  | Mário Bunge                    | Físico                                     | Argentina                   | 1919         | [ 78 ] |
| 25  | João Carlos Rodrigues          | Futebolista                                | Brasil                      | 1947         | [ 79 ] |
| 25  | Laura Ferreira                 | Médica                                     | Guiné-Bissau                | 1965         | [ 80 ] |
| 25  | Kazuhisa Hashimoto             | Desenvolvedor                              | Japão                       | 1958         | [ 81 ] |
| 26  | Paulo Duque                    | Político                                   | Brasil                      | 1927         | [ 82 ] |
| 26  | Henrique Ruivo                 | Professor e artista plástico               | Portugal                    | 1935         | [ 83 ] |
| 27  | Braian Toledo                  | Atleta                                     | Argentina                   | 1993         | [ 84 ] |
| 27  | Valdir Espinosa                | Futebolista e treinador                    | Brasil                      | 1947         | [ 85 ] |
| 27  | Irvino English                 | Futebolista e treinador                    | Jamaica                     | 1977         | [ 86 ] |
| 27  | Samvel Karapetyan              | Historiador                                | Armênia                     | 1961         | [ 87 ] |
| 27  | Marne Barcelos                 | Radialista                                 | Brasil                      | 1942         | [ 88 ] |
| 28  | Freeman Dyson                  | Físico                                     | Estados Unidos/ Reino Unido | 1923         | [ 89 ] |
| 28  | Teresa Machado                 | Atleta                                     | Portugal                    | 1969         | [ 90 ] |
| 29  | Rui Chapéu                     | Jogador de sinuca                          | Brasil                      | 1940         | [ 91 ] |
| 29  | Éva Székely                    | Nadadora                                   | Hungria                     | 1927         | [ 92 ] |